# Еромасов, Пётр Фёдорович
Пётр Фёдорович Еромасов (1911—1963) — лётчик Великой Отечественной войны, Герой Советского Союза (1943).

## Биография

Могила Еромасова на Новодевичьем кладбище Москвы.

Пётр Еромасов родился 29 августа (11 сентября) 1911 года в городе Николаев (ныне — Пугачёв, Саратовская область). Рано остался без отца. С 8 лет рос в детском доме. Работал на мебельной фабрике. В 1933 году окончил Балашовскую школу гражданской авиации, после чего в течение пяти лет работал в ней лётчиком-инструктором. С 1938 года командовал учебно-тренировочным отрядом Гражданского воздушного флота в Новосибирске.
С первых дней Великой Отечественной войны — на её фронтах, командовал транспортным самолётом 1-й авиационной транспортной дивизии. Совершил десятки боевых вылетов в глубокие вражеские тылы, в том числе в Германию, Румынию, Финляндию, Венгрию, Польшу, оккупированные советские территории. 16 ноября 1942 года Еромасов получил ранение, а при аварийной посадке сломал обе ноги, после чего длительное время находился в госпитале.
Указом Президиума Верховного Совета СССР от 20 января 1943 года старший лейтенант Пётр Еромасов был удостоен высокого звания Героя Советского Союза с вручением ордена Ленина и медали «Золотая Звезда» за номером 905.
С 10 июля 1944 года Еромасов командовал транспортной эскадрильей авиационной группы особого назначения по оказанию помощи Народно-освободительной армии Югославии. Она под его руководством совершила 903 рейса в Югославию. За годы войны Еромасов совершил 198 боевых вылетов. 
После окончания войны он продолжил работу в Гражданском воздушном флоте. В 1946 году вступил в КПСС. С 1952 года Еромасов работал заместителем начальника Управления международных воздушных сообщений Министерства гражданской авиации СССР.
Жил в Москве по адресу: Ленинградский проспект, 71. Скоропостижно скончался 13 августа 1963 года в городе Каире. Похоронен на Новодевичьем кладбище Москвы.
Был также награждён орденами Красного Знамени, Отечественной войны 1-й степени, Александра Невского, двумя орденами «Знак Почёта», югославским орденом «Партизанская звезда» 1-й степени, рядом медалей.
Имя Еромасова присвоено Бугурусланскому училищу лётчиков.